# 강성연
강성연(1976년 7월 21일 ~ )은 대한민국의 배우, 가수이다.

## 생애
1996년 MBC 문화방송 25기 공채 탤런트로 정식 데뷔한 뒤 TV 드라마에서 활동하였다. 2001년과 2002년에는 '보보'라는 이름으로 가수 활동을 했으며 2003년 KBS 월화미니시리즈 《그녀는 짱!》에 출연한 이후 2년간의 공백기를 겪었다. 이후 2005년에 개봉한 영화 《이대로, 죽을 순 없다》, 《왕의 남자》에 출연하면서 영화 배우로도 활동하고 있다. 2012년 1월 6일 재즈 피아니스트 김가온과 결혼했다.
한편, SBS <강성연의 연애시대>로 MC 데뷔를 했으나 SBS의 '경영 편성' 방침에 따라 한자릿수 시청률로 성적 부진을 면치 못하자 14회 만에 막을 내려야 했으며 SBS는 해당 프로그램 이후 목요일 심야 신설 예능 프로그램 명맥이 한동안 끊겼는데 이 당시 SBS는 최홍철 김병욱 이기진   이상훈 최성인   윤상섭 PD 등이 97년 이후 회사를 떠나 예능-시트콤  제작에서 허리 구실을 해야 할  중견 연출자 부재에 시달렸다.
1996년 11월 1일부터 1998년 10월 31일까지 MBC와 전속계약을 맺기로 합의했으나 사전 협의 없이 KBS 1TV 《내사랑 내곁에》에 출연하여 물의를 빚었고 이 과정에서 MBC는 본인(강성연)에게 2억 6700만원의 소송을 제기했으며 2000년 5월 21일 열린 판결에서 서울고법 민사 18부는 "강성연씨가 5300여만원을 배상해야 한다"고 판결을 내렸다. 그 후, 한동안 MBC 드라마 출연이 뜸해졌는데 MBC 《맛있는 청혼》캐스팅 제의를 받았지만 SBS 일일드라마 《소문난 여자》때문에 고사했다. MBC 드라마 복귀는 2005년 MBC 주말연속극 《결혼합시다》로 했다.

## 학력
- 서울서이초등학교 (졸업)
- 서울서운중학교 (졸업)
- 서초고등학교 (졸업)
- 서울예술대학교 (방송연예과 96학번 / 전문학사 중퇴)
- 한남대학교 (사회복지학 05학번 / 학사)

## 경력
- 1996년: MBC 25기 공채 탤런트

## 출연 작품

### 드라마
- 1996년 MBC 일요아침드라마 《짝》
- 1997년 MBC 월화드라마 《의가형제》 ... 이수민 간호사(강원도 강릉병원 흉부외과 외래 간호사) 역
- 1997년 MBC 청춘시트콤 《남자 셋 여자 셋》 ... 송승순 역
- 1997년 MBC 농촌드라마 《전원일기》 ... 박종숙 역
- 1997년 MBC 일일연속극 《세 번째 남자》
- 1997년 MBC 월화드라마 《별은 내 가슴에》 ... 배민경 역
- 1997년 MBC 수목드라마 《내가 사는 이유》 ... 송명화 역
- 1997년 MBC 수목드라마 《영웅신화》
- 1997년 MBC 주말연속극 《그대 그리고 나》
- 1997년 MBC 단막극 《MBC 베스트극장 - 사랑한다면 그녀처럼》
- 1998년 MBC 일요아침드라마 《사랑밖엔 난 몰라》 ... 오수완 역
- 1998년 MBC 단막극 《MBC 베스트극장 - 부부 제 3라운드》
- 1998년 MBC 주간시트콤 《여자 대 여자》
- 1998년 MBC 월화드라마 《세상 끝까지》 ... 장유리 역
- 1998년 KBS1 일일연속극 《내사랑 내곁에》 ... 나창미 역
- 1998년 MBC 토요시트콤 《아니 벌써》 ... 안혜림 역
- 1999년 SBS 드라마스페셜 《해피투게더》 ... 서문주 역
- 1999년 SBS 일요드라마 《카이스트》 ... 민경진 역
- 1999년 KBS2 주간드라마 《어사출두》 ... 진달래 역
- 1999년 KBS1 대하드라마 《왕과 비》 ... 소봄비 역
- 1999년 SBS 월화드라마 《맛을 보여드립니다》 ... 이미남 역
- 2000년 SBS 창사 10주년 특별기획 드라마 《덕이》 ... 정귀진 / 장귀진 역
- 2000년 SBS 월화드라마 《루키》 ... 나진심 역
- 2001년 SBS 일일드라마 《소문난 여자》 ... 이정님 역
- 2002년 MBC 청춘시트콤 《뉴 논스톱》 ... 407회 ‘조폭애인’ 편 - ‘조폭마누라’ 패러디 역
- 2002년 SBS 주말극장 《그 여자 사람잡네》 ... 한복녀 역
- 2003년 KBS2 월화드라마 《그녀는 짱》 ... 하혜경 역
- 2005년 MBC 주말드라마 《결혼합시다》 ... 홍나영 역
- 2007년 MBC 월화드라마 《신 현모양처》 ... 경국희 역
- 2008년 KBS2 월화드라마 《싱글파파는 열애중》 ... 윤소이 역
- 2008년 SBS 월화드라마 《타짜》 ... 정 마담 역
- 2009년 SBS 일일드라마 《아내가 돌아왔다》 ... 준코 / 제시카 게이츠 / 정유희 / 정유경 역 (1인 4역)
- 2015년 MBC 일일연속극 《위대한 조강지처》 ... 유지연 역
- 2017년 MBC 일일연속극 《돌아온 복단지》 ... 복단지 역
- 2019년 KBS2 주말드라마 《세상에서 제일 예쁜 내 딸》 ... 나혜미 역
- 2020년 MBC 수목드라마 《미쓰리는 알고 있다》 - 이궁복 역
- 2023년 TVING 드라마 《플레이, 플리》 - 유미라 역
- 2024년 SBS 금토드라마 《재벌X형사》 - 백상희 역 (특별출연)

### 영화
- 2005년 《이대로, 죽을 순 없다》 ... 김영숙 역
- 2005년 천만영화 《왕의 남자》 ... 장녹수 역
- 2007년 《수》 ... 강미나 역
- 2007년 《주문을 걸어》 ... 이지혜 역
- 2021년 《여타짜》 ...  조직원6 역

### 뮤직비디오
- 2007년 오현란 - 한 사람을 사랑하다
- 2008년 오현란 - 사랑 한번 눈물나게

### 음반
- 1집 《Bobo》(2001년 12월 6일)
- 2집 《The Natural》(2002년 11월 29일)

## 광고
- 농심 신라면큰사발

## 텔레비전 프로그램
- 1999년 KBS2 《TV는 사랑을 싣고》
- 1999년 KBS2 《슈퍼TV 일요일은 즐거워》 ... MC
- 2000년 SBS 《생방송 토커넷쇼》 ... MC
- 2003년 KBS2 《비타민》
- 2008년 SBS 《연애시대》 ... MC
- 2011년 ELLE atTV 《F.B.I》 ... MC
- 2011년 MBC 《찾아라 맛있는 TV》 ... MC
- 2012년 채널A 《이제 만나러 갑니다》 ... MC
- 2016년 JTBC 《투유 프로젝트 - 슈가맨》
- 2016년 채널A 《싱데렐라》 ... MC
- 2018년 MBC 미스터리 음악쇼 복면가왕 - 이파 저파 아니죠! 우파루파 (참가자)
- 2020년 KBS2 《살림하는 남자들》
- 2021년 MBN 《알토란》 ... MC
- 2022년 TV조선 《박종인의 땅의 역사》
- 2022년 TV조선 《식객 허영만의 백반기행》 ... 게스트 (173회)
- 2022년 tvN 《줄 서는 식당》 ... 게스트 (47회)

### 라디오 프로그램
- 2012년: EBS FM 라디오 《어른을 위한 동화》 ... DJ
- 2012년~2014년: EBS FM 라디오 《詩 콘서트》 ... DJ
- 2014년: EBS FM 라디오 《EBS 책 읽는 라디오 낭독 시리즈》

## 수상
- 1996년 MBC 연기대상 포토제닉상
- 1998년 KBS 연기대상 신인연기상
- 1999년 SBS 연기대상 신인연기상
- 2000년 SBS 연기대상 우수연기상
- 2006년 제43회 대종상영화제 국내인기상
- 2006년 제27회 청룡영화상 인기스타상
- 2008년 제1회 대한민국주얼리어워드 루비상
- 2010년 SBS 연기대상 연속극부문 여자우수연기상

## 가족 관계
- 배우자: 김가온(2022년 이혼)
  - 장남: 김시안
  - 차남: 김해안